# Вељко Милковић
Вељко Милковић (Суботица, 13. новембар 1949) српски је проналазач. Милковић је активан у еколошком истраживању, као и у аматерској археологији и истраживањима нових енергетских технологија и написао је бројне књиге у овим областима. За свој рад добио је неколико награда. Члан је Српске Академије Иновационих Наука из Београда, групе 20-ак проналазача Поседује одобрене патенте за своје проналаске.

## Проналасци и истраживања
Изумео је самогрејну еколошку кућу односно соларну земуницу са земљаном заштитом и рефлектујућим површинама. помоћу којих се остварује уштеда у грејању и осветљењу и бројне, како их он назива, еколошке иновације: стакленике и пластенике са рефлектујућим површинама, гљиварнике. Неколико његових проналазака се односи на једноставе ствари за свакодневну употребу; као што је аутономни пуњач батерија, серија универзалних алата као и тоалетна даска за особе са хемороидима.
Са неким од својих проналазака, Милковић учествује у светском покрету за нове, слободне и бесплатне изворе енергије (free energy movement), што је класификовано као псеудонаука.
Његови основни проналасци у овој категорији, базирани на комбинацији простих машина; клатна и полуге, су како их он назива импуслно-гравитационе машине (Колица са клатном, Двостепени механички осцилатор, Ручна пумпа за воду са клатном), врста простих механичких осцилаторних система са погонским клатном за који тврди да може да произведе више енергије него што се уложи: пример перпетуум мобиле-а.

### Петроварадинска тврђава
Међу Вељковим интересовањима је и истраживање Петроварадинске тврђаве у Новом Саду. Тврди да је успео да открије правилности у подземним лавиринту са „стреластим“, "Y" и „чекић Т“ раскрсницама што му омогућује да безбедно претражује тврђаву и њено подземље. Музеј Града Новог Сада 1977. године додељује му захвалницу за „Свесрдну сарадњу на проучавању Петроварадинске тврђаве".
Године 1983. при Библиотеци „Владимир Назор“ из Петроварадина, Срећко Дрк и Вељко Милковић оснивају „Клуб пријатеља Петроварадинске тврђаве“.
Године 1997. најављује текст „Мистерије Петроварадинске тврђаве“, која је објављена у виду фељтона, скрипте и књиге. Кроз предавања. и излете упозоравао на опасности, али и велики туристички потенцијал Петроварадина, Фрушке горе, Срема и средњег Подунавља

## Награде и признања
Међу различитим домаћим и страним наградама, 2002. године за „изузетан допринос и иновације у области екологије и енергетике", примио је годишњу награду Града Новог Сада „Новембарску повељу града Новог Сада" као и 2002. године златну медаљу Новосадског сајма за проналазак - ручну пумпу за воду с клатном. Од 2006. године постаје академик Српске академије иновационих наука из Београда у својству дописног члана, а исте године и академик при Српској академији изумитеља и научника - САИН из Београда у својству редовног члана и члана председништва.
На основу његових проналазака, истраживања и књига снимљено је неколико играно-документарних филмова: "Лагуми" (документарни филм, режија Стеван Рогуља, 2005), "Лице у стени" (играни филм, режија Марко Каћански, 2006.)

## Публикације
Вељко Милковић је написао 16 књига и брошура и 6 других публикација.

### Књиге
- „Соларне земунице - дом будућности“ (1983)
- „Еколошке куће“ (1991)
- „Шуме за производњу хране – замена за њиве“ (1992. - преведено на есперанто[35] исте године)
- „Ка антигравитацији - компактна возила“ (1994)
- „Антигравитациони мотор / Anti-gravity motor" (1996)
- „Перпетуум мобиле“ (2001)
- „Петроварадин кроз легенду и стварност“ (2001)
- „Петроварадин и Срем - мистерија прошлости“ (2003)[тражи се извор]
- „Свет мистерија - нови погледи“ (2004)[36]
- „Петроварадинска тврђава - подземље и надземље“ (2005)[37]
- „Нови туристички потенцијали“ (2006)[38]
- „Петроварадинска тврђава - космички лавиринт открића“ (2007)[39]
- „Гравитационе машине - од Леонарда да Винчија до најновијих открића“ (2013)[40]
- „Како сам победио хемороиде“ (2015)[41]
- „Енергетска прекретница или апокалипса“ (2016)[42]
- „Панонска Атлантида“ (2020)“[43]
- „Рефлектујући панели за соларну климатизацију и здравствено безбедно становање“ (2020)“[44]
- „Енергија осцилација: од идеје до реализације“ (2020)“[45]

### Фељтони и скрипте
- „Нискоенергетски живот“ (1996)
- „Енергетски потенцијал речног залива“ (1996)
- „Претходна цивилизација“ (1999)
- „Мистерије Петроварадинске тврђаве“ (1999)
- „Петроварадинска тврђава између легенде и стварности“ (1999)
- „Нестале цивилизације“ (2000)

### Књиге
- Brian H. Berrett, "Energy Abundance Now: A Brief History of Man's Quest for Energy"[тражи се извор]. 2007.  978-1-4276-1798-9., 9781427617989, Прво издање, САД

### Филмови
- "Лагуми", документарни филм о Петроварадинској тврђави и њеном подземљу, режија Стеван Рогуља, Радио-телевизија Нови Сад, 2005.
- "Лице у стени", кратки играни филм у режији Марка Каћанског о мистеријама испод Петроварадинске тврђаве са документаристичким приказом археолошких истраживања у тунелима испод Петроварадинске тврђаве, Академија уметности Нови Сад и Кино клуб Нови Сад, 2006.